# Markos Kalovelonis
Markos Kalovelonis (griechisch Μάρκος Καλοβελώνης; auch bekannt unter seinem russischen Namen Mark Georgijewitsch Kalowelonis; russisch Марк Георгиевич Каловелонис, englisch Mark Georgievich Kalovelonis; * 18. Mai 1994 in Marousi, Griechenland) ist ein griechisch-russischer Tennisspieler.

## Karriere
Auf der Junior Tour erreichte Kalovelonis Anfang 2012 Platz 24. Er spielte bei allen vier Grand-Slam-Turnieren, doch kam im Einzel und Doppel bei keinem über die zweite Runde hinaus. Einzig beim Osaka Mayor’s Cup konnte er im Doppel bei einem Turnier der höchsten Kategorie das Halbfinale erreichen.
Ab 2013 spielte der Grieche Profiturniere. Dabei spielt er hauptsächlich auf der ITF Future Tour. 2013 erreichte er auf dieser im Einzel schon drei Halbfinals. 2016 stand er zweimal in einem Finale, ebenso zweimal im Jahr 2018. Einen Einzeltitel konnte er jedoch noch nicht gewinnen. Mitte 2016 stand er mit Platz 445 am höchsten in der Tennisweltrangliste. Dreimal stand er in der zweiten Runde eines Challengers.
Im Doppel gewann er ab 2013 insgesamt 15 Future-Titel, am meisten davon im Jahr 2015, gefolgt von je drei im Jahr 2018. Auf der ATP Challenger Tour konnte er sich bislang noch nicht durchsetzen. Sein einziges Halbfinale auf dieser erreichte er 2015 in Astana. Sein Karrierehoch von Platz 290 folgte im Juni 2016.
Ab 2012 spielt Kaloveonis für die griechische Davis-Cup-Mannschaft, für die er in 15 Begegnungen eine Bilanz von 9:10 hat. Mit einem griechischen Team kam er Anfang 2020 auch zu seinem ersten Einsatz auf der ATP Tour. Im Rahmen des ATP Cups kam er bei einem Doppel zum Einsatz, das verloren ging. Griechenland schied auf dem letzten Platz der Vorrunde aus.

## Persönliches
Der Vater von Kalovelonis, George Kalovelonis, war ebenfalls griechischer Tennisspieler, seine Mutter Karina Nasarenko ist Russin.
Nach einem zwischenzeitlichen Wechsel von 2014 bis 2019 zur russischen Flagge spielt Kalovelonis seit 2019 wieder für sein Geburtsland Griechenland.

## Erfolge
| Legende (Anzahl der Siege)  |
| Grand Slam                  |
| ATP World Tour Finals       |
| ATP World Tour Masters 1000 |
| ATP World Tour 500          |
| ATP World Tour 250          |
| ATP Challenger Tour (1)     |

### Doppel

#### Turniersiege
| Nr. | Datum        | Turnier   | Belag | Partner         | Finalgegner                     | Ergebnis          |
| --- | ------------ | --------- | ----- | --------------- | ------------------------------- | ----------------- |
| 1.  | 21. Mai 2022 | Schymkent | Sand  | Sanjar Fayziyev | Mikael Torpegaard Kaichi Uchida | 6:73, 6:4, [10:4] |